# 이그잭트 오디오 카피
이그잭트 오디오 카피(Exact Audio Copy, 대개 EAC라는 말을 많이 씀)은 CD 리핑 프로그램이다. 마이크로소프트 윈도우 상에서 동작하며, 리눅스 상 와인의 최신 버전 하에서도 동작한다. 이 프로그램은 안드레 위트호프(독일어: Andre Wiethoff)가 제작하였다. 그는 독일의 도르트문트 대학교 학생이었다. 1998년, 그는 다른 오디오 그래버(grabber)에 질려 자기자신만의 소프트웨어를 만들기로 결심한다.
EAC는 표준 오디오 CD에 들어 있는 트랙을 오디오 파일로 변환해준다. MP3, 보비스, WavPack, FLAC 등으로 변환해준다. 또한 AccurateRip을 지원하며, 자동적으로 모든 휴지(gap), 트랙 속성, 국제표준녹음코드(ISRC) 및 CD-텍스트가 포함된 큐 쉬트를 생성해준다.
이그잭트 오디오 카피는 프리웨어이다. 상업적이 아닌 용도에 무료로 사용될 수 있다. 오디오 애호가들 사이에 매우 인기가 많다. 훼손된 콤팩트 디스크도 곧잘 리핑해줄 뿐만 아니라 매우 정확도가 높기 때문이다.

## 같이 보기
- dBpoweramp
- CDex
- Foobar2000 - 시큐어 CD 리핑 기능이 있는 오디오 플레이어